# Ingegerd Lagerback
Ingegerd Lagerback (Stoccolma, 15 novembre 1957) è un'ex cestista svedese.

## Carriera
Con la Svezia ha disputato i Campionati europei del 1978.